# Propellants, Explosives, Pyrotechnics
Propellants, Explosives, Pyrotechnics (abrégé en Propellants Explos. Pyrotech. ou PEP) est une revue scientifique à comité de lecture. Ce bimestriel publie des articles de recherches originales dans le domaine des combustibles, des explosifs et de la pyrotechnie.
D'après le Journal Citation Reports, le facteur d'impact de ce journal était de 1,544 en 2019. Actuellement, les directeurs de publication sont Peter Elsner, Norbert Eisenreich et Randall L. Simpson.

## Histoire
Au cours de son histoire, le journal a changé de nom :
- Propellants and explosives, 1976-1981  (ISSN 0340-7462)
- Propellants, Explosives, Pyrotechnics, 1982-en cours  (ISSN 0721-3115)